# 미타라이 후지오

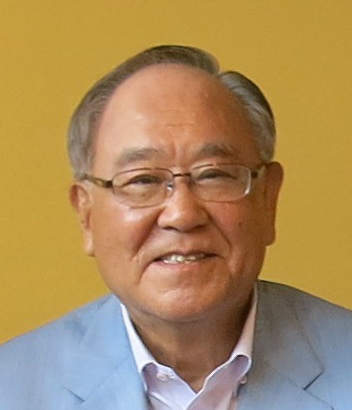
2015년 당시 모습

미타라이 후지오(御手洗 冨士夫, 1935년 9월 23일 ~ )는 캐논의 회장이자 CEO이다. 주오 대학에서 법학을 전공했으며 1989년까지 미국 캐논의 사장을 역임했다.
미타라이는 동양과 서양의 경영 스타일을 독특하게 혼합하여 캐논을 매우 성공적인 회사로 만들었다. 대대적인 정비를 통해 그는 "미타라이 방식"이라는 방식으로 회사를 다시 수익성 있게 되돌릴 수 있었다.